# Christian d’Elvert

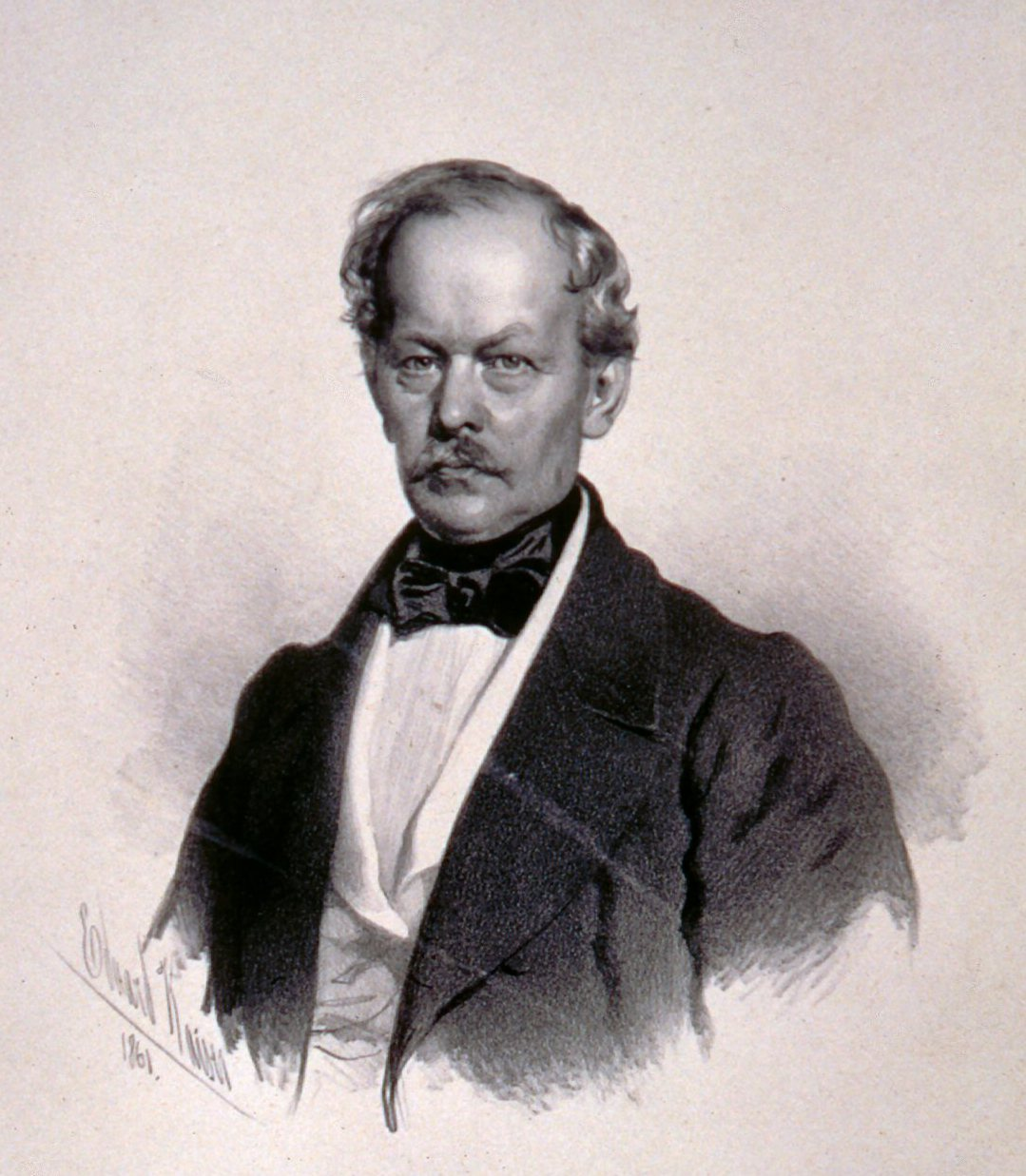
Christian D’Elvert, Lithographie von Eduard Kaiser, 1861

Christian d’Elvert (seit 1864 Ritter d’Elvert * 11. oder 12. April 1803 in Kröna bei Brünn, Markgrafschaft Mähren; † 23. Januar 1896 in Brünn) war ein mährisch-österreichischer liberaler Politiker, Lokal- und Landeshistoriker. Er war 1849 Mitglied der Frankfurter Nationalversammlung, 1861–1864 und 1870–1876 Bürgermeister von Brünn sowie 1871 bis 1882 Abgeordneter zum österreichischen Reichsrat.

## Familie, Ausbildung und Beruf
Christian d’Elvert war ein Sohn des aus dem Elsass stammenden Dolmetschers und Sprachlehrers Friedrich d’Elvert und der wallonischen Adligen Clara de Taintenier. Die Eltern waren vor der Französischen Revolution ins Habsburgerreich geflohen und hatten sich 1797 im mährischen Brünn niedergelassen. Er hatte zwei Brüder: Johann wurde Oberst der kaiserlich-königlichen Armee und Friedrich Landesgerichtspräsident.
Nach dem Gymnasium in Brünn absolvierte Christian d’Elvert die Philosophischen Jahrgänge an der Philosophischen Lehranstalt in Brünn und am Lyzeum in Olmütz, von 1822 bis 1827 studierte er Rechtswissenschaft an den Universitäten Prag, Graz und Wien. Anschließend trat er in den staatlichen Verwaltungsdienst beim Gubernium für die Kronländer Mähren und Schlesien in Brünn, zeitweise auch beim Kreisamt in Iglau. 1843 stieg er zum Kreiskommissär auf, 1850 wechselte er als Finanzrat zur Finanzlandesdirektion Brünn, wo er von 1858 bis zu seinem Eintritt in den Ruhestand 1868 als Oberfinanzrat amtierte.
Ab 1839 war d’Elvert mit Magdalena von Gersch († 1895) verheiratet, das Paar blieb kinderlos. Sein Neffe Heinrich d’Elvert folgte ihm in die Politik, wurde ebenfalls Mitglied des Gemeinderates von Brünn, Abgeordneter des Mährischen Landtags und Reichsratsabgeordneter.

## Landesgeschichtliche Forschung

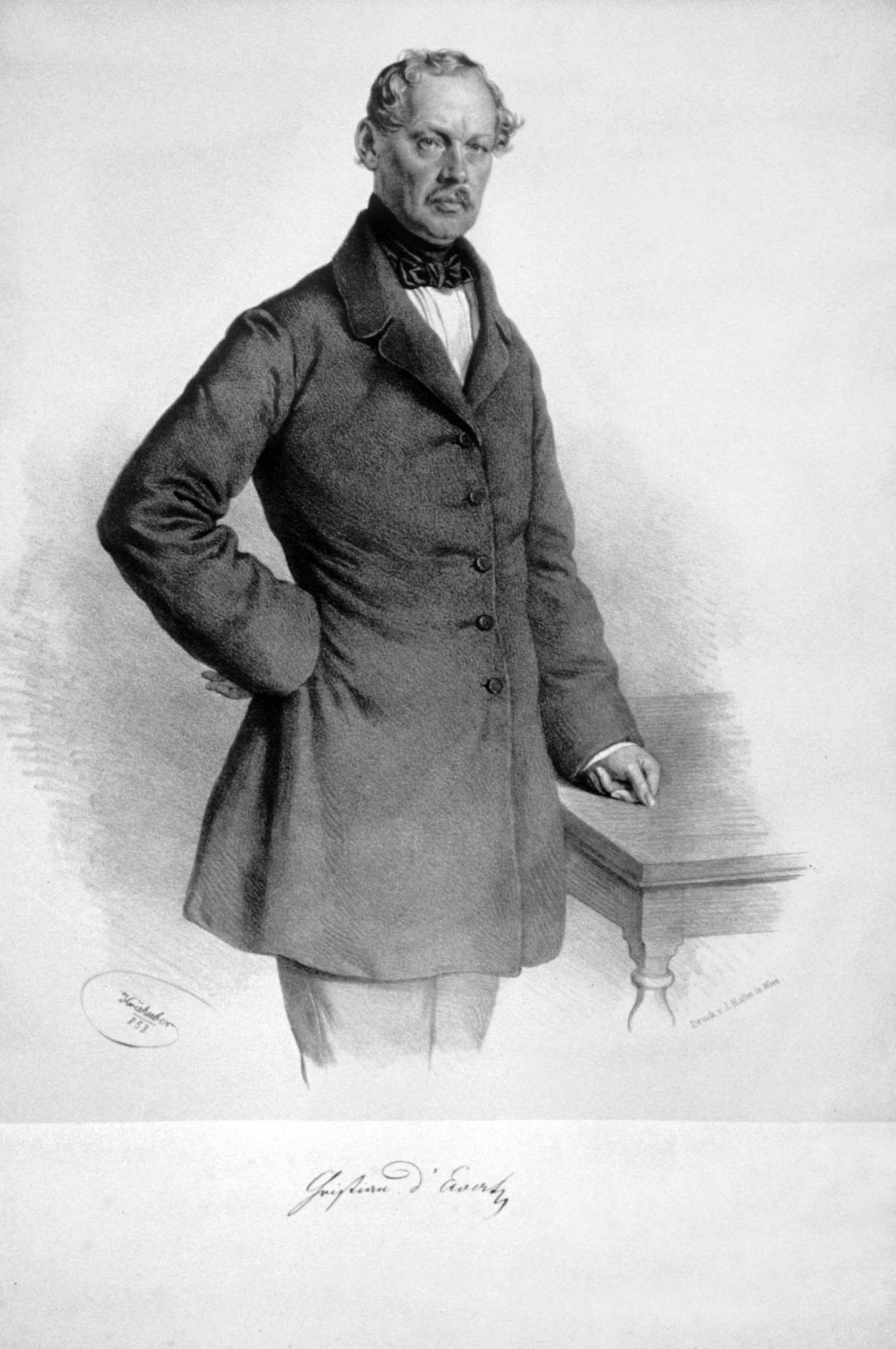
Lithographisches Portrait d’Elverts von Josef Kriehuber, 1858

Während er in der Verwaltung keine besonders steile Karriere machte, widmete sich d’Elvert in seiner Freizeit der landeskundlichen und -historischen Forschung sowie der Publizistik. 1828 veröffentlichte er seinen Versuch einer Geschichte Brünns und 1840 ein rechtshistorisches Werk über Das Institut der Freisassen in Mähren und Schlesien. Er wurde 1836 als korrespondierendes, 1849 als wirkliches Mitglied in die Mährisch-Schlesische Gesellschaft zur Beförderung des Ackerbaues, der Natur- und Landeskunde aufgenommen. Ab 1850 war er Mitglied des Zentralausschusses, ab 1851 Obmann der historisch-statistischen Sektion und von 1867 bis zu seinem Tod Direktor-Stellvertreter der Gesellschaft. Er veröffentlichte in den Bereichen mährische Geschichte, Brünner Stadtgeschichte, Genealogie und Adelsgeschichte sowie Theater- und Musikgeschichte.

## Politik
Während der Märzrevolution wurde d’Elvert 1848 in den provisorischen Mährischen Landtag und im März 1849 als Ersatz für den ausgeschiedenen Abgeordneten des mährischen Wahlkreises Brünn-Pohrlitz, August Kromp, in die Deutschen Nationalversammlung in Frankfurt am Main gewählt. Dort blieb er fraktionslos und leistete bereits nach einem Monat im Parlament der Abberufung der österreichischen Abgeordneten Folge. 
Ab 1850 gehörte er der Gemeindevertretung der mährischen Landeshauptstadt Brünn an. 1861 wurde d’Elvert zum Bürgermeister gewählt und übte das Amt bis 1864 aus. Eine zweite Amtsperiode als Bürgermeister folgte von 1870 bis 1876. Aus heutiger Sicht konzentrierte sich seine kommunalpolitische Tätigkeit um die Bereiche Stadtentwicklung (Regulierplan), Infrastruktur und Freizeit bzw. Erholung. Der Gemeindevertretung gehörte er danach noch bis 1895 an.
Von 1871 bis 1878 und von 1881 bis 1896 war er erneut Abgeordneter zum Mährischen Landtag. Von 1871 bis 1882 vertrat d’Elvert außerdem die Stadt Brünn im Abgeordnetenhaus des österreichischen Reichsrates in Wien. Er saß dort im Klub der deutschliberalen Verfassungspartei, der sich auch „Klub der Linken“ nannte und 1881 in der Vereinigten Linken aufging. In der Legislaturperiode ab 1873 war d’Elvert der Alterspräsident des Abgeordnetenhauses.

## Ehrungen und Nachwirkung

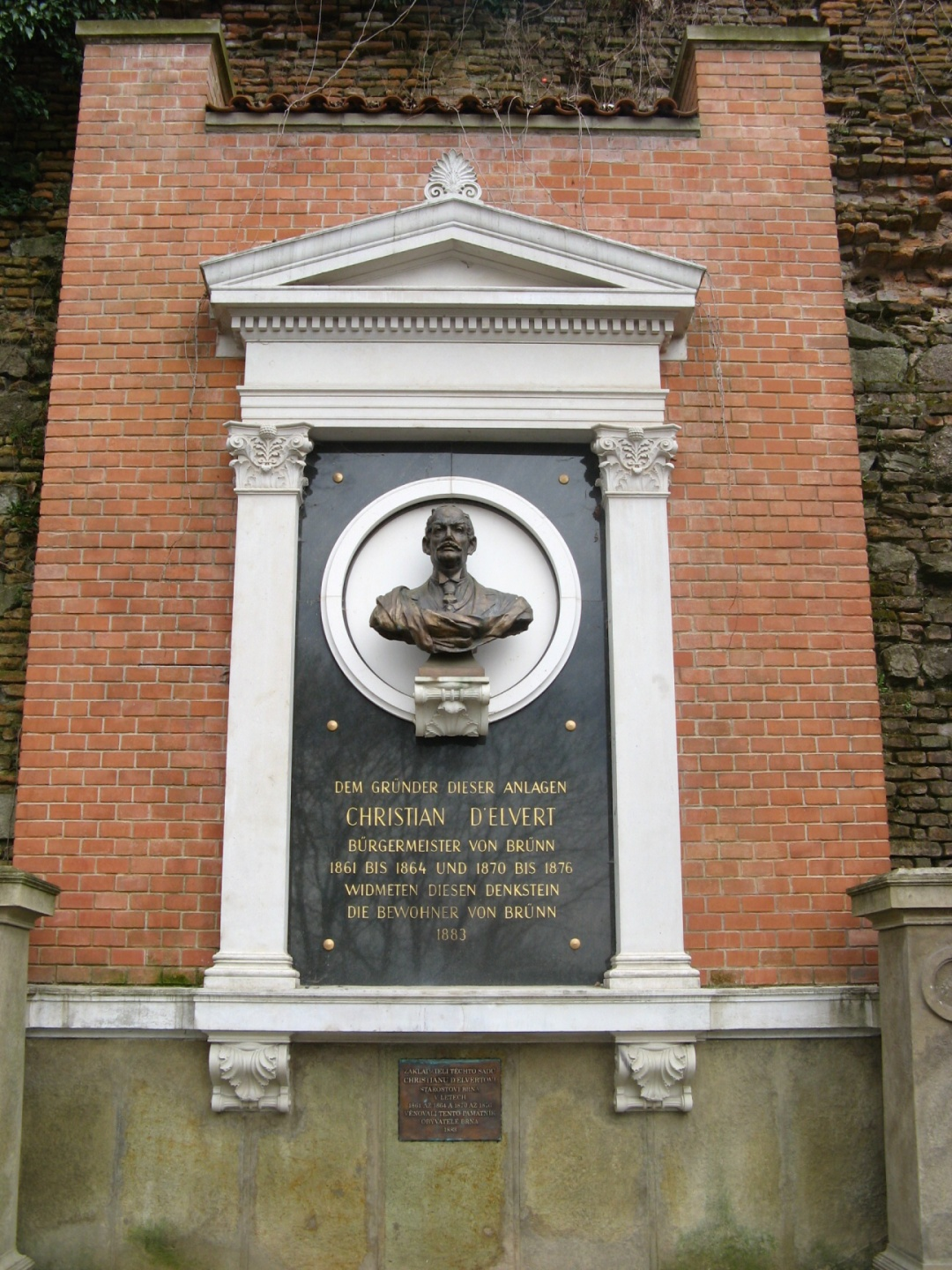
Denkmal für Christian d’Elvert in Brünn

Gleichzeitig mit seinen beiden Brüdern und ihren Nachkommen wurde Christian d’Elvert 1864 in den Ritterstand erhoben. An seine Verdienste um die Entwicklung der Stadt erinnert in Brünn eine aufwändig gestaltete Gedenktafel am Fuße der Burg Spielberg. Nach der Gründung der Tschechoslowakei 1918 wurde das Denkmal entfernt, befindet sich aber seit 2006 wieder an dieser Stelle. Zugleich wurde die in deutscher Sprache verfasste Gedenktafel angebracht und um eine tschechischsprachige Zusatztafel ergänzt.

## Werke
- Versuch einer Geschichte Brünn's. Traßler, Brünn 1828 (Digitalisat).
- Die gelehrten Gesellschaften in Mähren und österreichisch-Schlesien, Brünn 1853.
- Geschichte der Verkehrs-Anstalten in Mähren und Oesterreichisch-Schlesien. Brünn, Selbstverlag [Druck: Rudolph Rohrer’s Erben], 1855.
- Die Gelehrten-Akademie in Olmütz, NOtBlHSS 1859, 68–71.
- Beiträge zu Geschichte der königlichen Städte Mährens, insbesondere der k. Landeshauptstadt Brünn.
  - Band 1, Brünn 1860 (Digitalisat).
- Zur Cultur-Geschichte Mährens und Oest. Schlesiens, 1. Teil. Bildet den 15. Band der Schriften der hist.-stat. Sektion der k. k. schl. Gesellschaft zur Beförderung des Ackerbaues, der Natur- und Landeskunde. Brünn 1866. (Digitalisat).
- Beiträge zur Geschichte der Rebellion, Reformation des Dreißigjährigen Krieges und der Neugestaltung Mährens im siebzehnten Jahrhundert, Brünn 1867.
- Weitere Beiträge zur Geschichte der böhmischen Länder im siebzehnten Jahrhundert, Brünn 1868
- Zur Cultur-Geschichte Mährens und Oest. Schlesiens, 2. Teil. Bildet den 18. Band der Schriften der hist.-stat. Sektion der k. k. schl. Gesellschaft zur Beförderung des Ackerbaues, der Natur- und Landeskunde. Brünn 1868.
- Geschichte der k. k. mähr.-schles. Gesellschaft zur Beförderung des Ackerbaus, der Natur- und Landeskunde, mit Rücksicht auf die bezüglichen Cultur-Verhältnisse Mährens und Österr. Schlesiens. Rohrer, Brünn 1870  (Digitalisat).
- Zur Geschichte der Juden in Mähren und Oesterr.-Schlesien: mit Rücksicht auf Oesterreich-Ungarn überhaupt und die Nachbarländer. Winiker, Brünn 1895.

als Herausgeber
- Chronik der königlichen Stadt Iglau (1402–1607) vom Iglauer Stadtschreiber Martin Leopold von Löwenthal. Ritsch, Brünn  1861 (Digitalisat).